# ایوان ایوانف
ایوان ایوانف (بلغاری: Иван Каменов Иванов؛ زادهٔ ۲۵ فوریهٔ ۱۹۸۸) بازیکن فوتبال اهل بلغارستان است.
از باشگاه‌هایی که در آن بازی کرده‌است می‌توان به باشگاه فوتبال پارتیزان، باشگاه فوتبال زسکا صوفیه، باشگاه فوتبال اسپارتاک ولادی‌قفقاز، و باشگاه فوتبال بازل اشاره کرد.
وی همچنین در تیم‌های ملی فوتبال زیر ۲۱ سال بلغارستان، و بلغارستان بازی کرده‌است.